# Situla galeata
Situla galeata är en sjöpungsart som beskrevs av Monniot 1991. Situla galeata ingår i släktet Situla och familjen Octacnemidae. Inga underarter finns listade i Catalogue of Life.